# Psicologia experimental

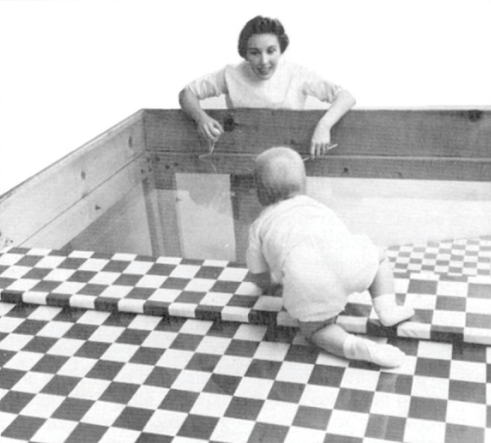
Experimento do penhasco visual do NIH (cortado)

O objeto da psicologia experimental é o comportamento observável, a fim de testar modelos e teorias matemáticas sobre diversos aspectos do mesmo: prestar atenção, perceber, recordar, aprender, decidir, reagir emocionalmente e interagir. Os testes às teorias e modelos são experimentais, isto é, implicam a manipulação de variáveis ditas independentes e o registo rigoroso e a medição precisa do que acontece às variáveis dependentes. Por exemplo, manipular a intensidade da luz e registar e medir a velocidade de reacção de pressionar uma determinada tecla face a um estímulo sonoro. As observações que ocorrem nesses estudos experimentais permitem a formulação de leis, tal como em física ou química. Porém, o rigor do conhecimento científico em psicologia experimental implica um rigoroso controlo das potenciais variáveis parasitas ou confundentes. Por exemplo, se se quiser saber em que medida manipular a intensidade da luz influencia a velocidade de reacção de pressionar uma determinada tecla face a um estímulo sonoro, terá de se controlar rigorosamente qualquer variação sonora no ambiente em que ocorre a experiência. Caso contrário não saberemos se as variações na velocidade de reacção são devidas às mudanças produzidas na intensidade luminosa ou às mudanças aleatórias da intensidade sonora.
Na psicologia experimental os conceitos são rigorosamente definidos, sendo as definições do tipo operacional. Do mesmo modo, os termos (ou nomes) usados para designar os conceitos são universais. Não é admitida a ambiguidade que ocorre com muita frequência em outras áreas da psicologia. A maioria dos estudos experimentais em psicologia ocorre em ambiente laboratorial, apesar de também poderem ser feitas experiências em ambiente natural, como pretexto para testar modelos desenvolvidos e testados em laboratório ou para gerar ideias que serão testadas nas condições de rigor draconiano dos laboratórios. Em psicologia social é frequente efectuarem-se testes "experimentais" em ambiente natural (tido "apanhados" realizados pelas cadeias de televisão) que geram hipóteses a testar posteriormente em laboratório.
A psicologia experimental pode recorrer tanto a sujeitos humanos como a outros animais, admitindo como paradigma de referência a teoria evolucionista das espécies.
Depois de algum declínio da psicologia experimental em todo o mundo, após a Segunda Guerra Mundial, em virtude do desenvolvimento da psicologia aplicada, cada vez mais lírico-narrativa e distante das suas bases experimentais, a roçar o new age nas últimas décadas, sem eficácia demonstrável, a psicologia experimental está novamente a ganhar visibilidade e adeptos. Em Portugal, alguns centros universitários assumem cada vez maior protagonismo neste domínio: os laboratórios de Psicologia Animal (Prof. Doutor Armando Machado), Cognição Humana (Prof. Doutor Pedro B. Albuquerque), e Neuropsicofisiologia (Prof. Doutor Óscar Gonçalves) da Universidade do Minho, bem como os laboratórios de Psicologia e de Etologia do Instituto Superior de Psicologia Aplicada (ISPA), em Lisboa, entre outros.
Com a actual reforma de Bolonha em curso, algumas universidades portuguesas apostaram numa criação (Universidade de Aveiro) ou numa adequação (Universidade do Minho) de cursos de licenciatura em psicologia de caracter mais experimental e numa perspectiva da psicologia enquanto ciência natural, tal como preconizaram os seus fundadores (ex.: Wundt, Titchener, William James).